# あおもり協立病院
あおもり協立病院（あおもりきょうりつびょういん）は、青森県青森市にある病院。

## 概要
生協さくら病院と同じく青森保健生活協同組合が運営を行っている。2020年5月現在、化学療法外来とリウマチ科を除く外来診療は隣接する協立クリニックが行っている。
公益財団法人日本医療機能評価機構認定、病院評価は3rdG:Ver.2.0(4回目、2020年2月7日認定、2024年11月21日認定有効期限）。社会福祉法に基づく無料定額診療事業を実施している。全日本民主医療機関連合会（民医連）加盟。

## 沿革
- 1994年5月 - 協和病院と中部病院を統一し、あおもり協立病院開院[5]。
- 2004年3月 - 総合外来センターとして、協立クリニック開設[6]。

## 診療科目
- 内科
- 精神科
  - 女性心療科
  - 認知症外来
  - 禁煙外来
- 神経内科
- 呼吸器科
- 循環器科
- 外科
- リウマチ科
- 肛門科
- 産婦人科
- リハビリテーション科
- 放射線科

## 医療機関認定
- 保険医療機関[3]
- 労災保険指定医療機関[3]
- 生活保護法指定医療機関[3]
- 結核指定医療機関[3]
- 無料低額診療事業実施医療機関[3]
- DPC対象病院[7]

## 差額ベッド代について
病院の理念により、差額ベッド料（個室料）を徴収していない。

## 交通アクセス
- 青森駅前より青森市営バス「浜田循環線」乗車「中央高校前」停留所下車
- 無料送迎バスあり（組合員限定）[9]

## 周辺
- カブセンター 大野店
- ニトリ 青森大野店
- 青森農協会館